# Hinrich Pundsack
Hinrich Pundsack (* 1908; † 1996) war ein Bremer Fotograf.
Pundsack stammte aus Habenhausen und lebte mit seiner Frau im Steintor. Er arbeitete als freier Fotograf. Als bemerkenswert gelten seine Bilder – Bremen-Motive – aus der Alltags- und Arbeitswelt, die „sozialdokumentarischen Charakter“ tragen.
Pundsack trat zuerst als Kriegsberichterstatter in Erscheinung. Später arbeitete er in einem Fotogeschäft Am Wall. Liebstes Motiv des gelernten Bootsbauers waren Schiffe auf der Weser. Über den Verbleib der meisten von ihm geschossenen Fotos („viele tausende von Bildern“) besteht Unklarheit.
In den 1970er Jahren entdeckte der Bremer Bernd Mathis in einem Sperrmüllhaufen am Sielwall einen Karton mit Fotografien. Er nahm die Fotografien an sich, bewahrte sie auf, vergaß sie aber zwischenzeitlich. Im Jahr 2011 fand er die Fotos wieder und übergab sie dem Fotoarchiv des Zentrums für Medien in Bremen. Dort wurden sie gesichtet und für eine Ausstellung vorbereitet.

## Ausstellungen
- Vom Müll an die Wand. Fotografien von Hinrich Pundsack. 17. Oktober 2012 bis 31. Januar 2013, Zentrum für Medien (Bremen)